# Victory (gruppo musicale)
I Victory sono un gruppo heavy metal tedesco, formatosi ad Hannover nel 1984.

## Formazione

### Formazione attuale
- Gianni Pontillo – voce (2019-presente)
- Herman Frank – chitarra (1986–1996, 2003-2011, 2013-presente)
- Mike Pesin – chitarra (2019-presente)
- Peter Pichl – basso (2013-presente)
- Michael Wolpers – batteria (2013– presente)

### Ex componenti
- Raphael Garrido – voce
- Charlie Huhn – voce (1984–1988, 2003)
- Fernando Garcia – voce (1989–1996)
- Jioti Parcharidis – voce (2005–2011, 2013-2019)
- Tommy Newton – chitarra (1984)
- John Lockton – chitarra (1984–1986)
- Jack Paland – chitarra (1996)
- Christos Mamalitsidis – chitarra (2013-2019)
- Fargo Peter Knorn – basso (1984)
- Bernie van der Graaf – batteria (1984–1985)
- Fritz Randow – batteria (1985–1993, 2003-2006, 2013)
- Matthias Liebetruth – batteria (1996)
- Achim Keller – batteria (2006)

## Discografia

### Album in studio
- 1985 – Victory
- 1986 – Don't Get Mad... Get Even
- 1987 – Hungry Hearts
- 1989 – Culture Killed The Native
- 1990 – Temples of Gold
- 1992 – You bought it – You Name It
- 1996 – Voiceprint
- 2003 – Instict

### Live
- 1988 – That's Live
- 1993 – Liveline

### Raccolte
- 1992 – The Very Best of Victory
- 2006 – Fuel to the Fire

### Singoli
- 1986 – Check's in the Mail
- 1987 – Feel the Fire
- 1989 – Don't Tell No Lies
- 1989 – Never Satisfied
- 1990 – Rock'n'Roll Kids Forever
- 1990 – Rock-O-Matic
- 1992 – Lost in the Night
- 1996 – Deep Inside the World